# Sindrome del pene flaccido duro
La sindrome del pene flaccido-duro, in inglese hard flaccid syndrome (HFS), è una condizione di dolore pelvico cronico caratterizzata da un pene semirigido allo stato flaccido, un glande soffice durante un'erezione, dolore pelvico, bassa libido, disfunzione erettile, dolore durante l'erezione, dolore durante l'eiaculazione, cambiamenti nella sensibilità del pene (insensibilità e freddo), disfunzioni del tratto urinario, contrattura dei muscoli del pavimento pelvico, e stress psicologico. Altri sintomi sono fastidio rettale e perineale, mani e piedi freddi, una sensazione di vuoto all'interno dell'asta del pene. La maggior parte dei pazienti affetti da Hard Flaccid ha un'eta compresa tra i 20 e i 30 anni.
I malati in genere riferiscono l'insorgenza dei sintomi dopo un trauma a causa di un incidente durante rapporto sessuale o masturbazione aggressiva, in particolare una lesione traumatica alla base del pene eretto, probabilmente affligge l'arteria dorsale del pene, l'arteria bulbouretrale e le arterie pudende, così come il nervo pudendo e il nervo dorsale del pene. I cambiamenti sensoriali e strutturali del pene, così come i cambiamenti nell'aspetto, sono segni distintivi della condizione e servono a distinguere l'HFS da una classica prostatite cronica /dolore pelvico cronico o BPH.
Sia le influenze biologiche che quelle psicologiche contribuiscono alla condizione alterando il complesso neurovasculare dei muscoli del pavimento pelvico e del pene.Una teoria propone che l'HF sia il risultato di uno stress iniziale che innesca una risposta anomala di lotta o fuga con conseguente aumento della stimolazione simpatica ai muscoli del bacino attraverso la branca perineale del nervo pudendo.Di conseguenza, una crescente quantità di adrenalina, noradrenalina e cortisolo è rilasciata dalle fibre nervose afferenti promuovendo un aumento del flusso di sangue verso i muscoli bulbocavernoso,ischiocavernoso e elevatore dell'ano così come una contrazione muscolare prolungata che si traduce in un deflusso venoso ostruito dal pene attraverso la compressione della vena profonda dorsale e una mioneuropatia pelvica secondaria all'infiammazione neurologica.

## Trattamenti
Come dimostrato,dalla seppur scarsa letteratura inerente alla patologia,esistono alcune terapie che possono alleviare i sintomi e portare a un miglioramento della condizione, andando a ridurre la tensione muscolare del pavimento pelvico:
1)Riabilitazione del pavimento pelvico
2)Ridurre la tensione muscolare di tutto il corpo mediante stretching statico o dinamico
3)Respirazione diaframmatica
Si è sviluppata una vasta comunità su reddit con relativo canale discord dove si discute riguardo ad eventuali esercizi per ridurre i sintomi associati alla patologia.

## Raccolta statistica dati
Il giorno 28 dicembre 2020 è nato il sito Hardflaccidinfo con il fine di raccogliere e divulgare informazioni inerenti alla patologia.